# Asterope amulia
Asterope amulia är en fjärilsart som beskrevs av Pieter Cramer 1779. Asterope amulia ingår i släktet Asterope och familjen praktfjärilar. Inga underarter finns listade i Catalogue of Life.

## Bildgalleri

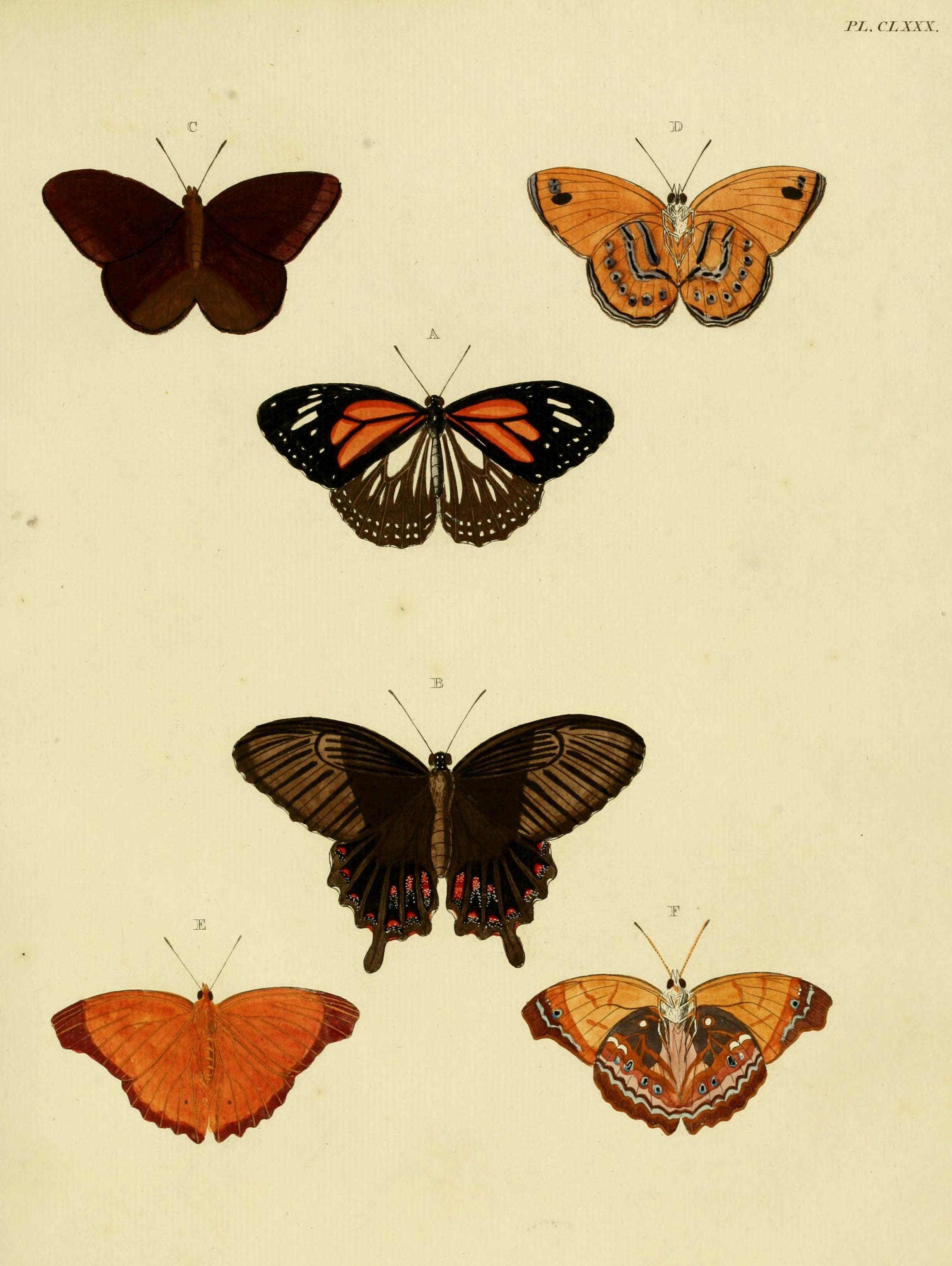